# Mugilogobius rexi
Mugilogobius rexi är en fiskart som beskrevs av Helen K. Larson 2001. Mugilogobius rexi ingår i släktet Mugilogobius och familjen smörbultsfiskar. Inga underarter finns listade i Catalogue of Life.